# آیزاک باکلی-ریکتز
آیزاک باکلی-ریکتز (انگلیسی: Isaac Buckley-Ricketts؛ زادهٔ ۱۴ مارس ۱۹۹۸) بازیکن فوتبال اهل بریتانیا است.
از باشگاه‌هایی که در آن بازی کرده‌است می‌توان به باشگاه فوتبال پیتربورو یونایتد اشاره کرد.
وی همچنین در تیم‌های ملی فوتبال زیر ۱۸ سال انگلستان، زیر ۱۹ سال انگلستان، و زیر ۲۰ سال انگلستان بازی کرده‌است.